# Ларга (Аненій-Нойський район)
Ларга (рум. Larga) — село в Аненій-Нойському районі Молдови. Входить до складу комуни, адміністративним центром якої є село Золотієвка.

## Населення
За даними перепису населення 2004 року у селі проживали 311 осіб.
Національний склад населення села:
| Національність       | Кількість осіб | Відсоток |
| -------------------- | -------------- | -------- |
| українці             | 155            | 49,8%    |
| молдавани            | 120            | 38,6%    |
| росіяни              | 24             | 7,7%     |
| гагаузи              | 3              | 1,0%     |
| болгари              | 3              | 1,0%     |
| інша / без відповіді | 6              | 1,9%     |
| Всього               | 311            | 100%     |